# إيليكتروستال
إيليكتروستال (بالروسية: Электросталь) هي إحدى مدن روسيا في الكيان الفدرالي الروسي موسكو أوبلاست.
يبلغ عدد سكانها 155,196 نسمة (حسب احصاء عام 2010).

## توأمة
لإيليكتروستال اتفاقيات توأمة مع كل من:
- برنيك (أكتوبر 2004 - )[15]
- بنشي (6 أبريل 2011 - )[16]
- دانيانغ، جيانغسو (16 أكتوبر 2012 - )[17]
- كراماتورسك [18]
- كروشيفاتس (14 أكتوبر 2012 - )[19]
- نيش (12 سبتمبر 2008 - )[20]
- نوفوبولوتسك (18 يونيو 2011 - )[21]
- بولوتسك [22]
- روستوف (26 ديسمبر 2013 - )[23]
- مقاطعة شوتشنغ (20 ديسمبر 2010 - )[23]
- سوسنوفاي بور (8 سبتمبر 2007 - )[24]
- ستروميكا (12 ديسمبر 2013 - )[23]

## أعلام
- يفغيني مالكوف
- سيرغي دونسكوي